# Phoebe (computer)
Phoebe PC (oppure Risc PC 2) doveva essere l'erede del RISC PC della Acorn e doveva uscire nel 1998. Ma il 17 settembre del 1998 la Acorn annunciò la chiusura della divisione workstation (che stava sviluppando i computer basati sul RISC OS) annullando il progetto Phoebe: Risc PC 2, nonostante le centinaia di pre-ordini.

## Caratteristiche tecniche
CPU StrongARM a 233 MHz
Quattro unità EIDE
chipset IOMD2 e VIDC20+
bus a 64 MHz
memoria RAM fino a 512 MB di SD
4 MB di VRAM
Monitor (1280*1024 pixel con 32.000 colori)
Due porte seriali
Case a torre di colore giallo
Drive CD-ROM
Slot per drive a 5.25"
4 slot PCI
3 slot d'espansione Acorn
Alimentatore 230 watt
Probabilmente di questo computer esistono solo 2 unità funzionanti.
Circa 400 case furono venduti dalla CTA.